# Gustave Flaubert
Gustave Flaubert (n. 12 decembrie 1821, Rouen, Franța – d. 8 mai 1880, Croisset⁠(d), Canteleu, Haute-Normandie, Franța) a fost un romancier și dramaturg francez, cunoscut mai ales datorită romanului Madame Bovary (Doamna Bovary) operă capitală pentru literatura secolului al XIX-lea.

## Biografie

### Tinerețea
Gustave Flaubert se naște pe 12 decembrie 1821 la Rouen, la spitalul unde tatăl lui era chirurg. Acesta, Achille-Cléophas Flaubert, fiu de veterinar din Nogent-sur-Seine, a făcut studii strălucite de medicină la Paris și a fost numit mai întâi asistent-chirurg, apoi chirurg-șef la spitalul mai sus amintit, unde își avea, de altfel, și domiciliul. Energic, perseverent, cu un ascuțit simț al datoriei, celebru ca practician, el a format o școală de tineri chirurgi, care i-au purtat venerație și recunoștință. În 1854 a fost învinuit de ateism, dar achitat, recunoscându-i-se mai înainte de toate valoarea excepțională de om și medic. Trăsături ale tatălui lui Flaubert se recunosc în portretul doctorului Larivière din "Doamna Bovary".
Mama scriitorului, Anne-Justine-Caroline Fleuriot, de origine pur normandă, fiică de medic, orfană de timpuriu, a îmbrățișat de la început concepțiile soțului ei și a rămas toată ființa cea mai apropiată de Gustave. Achille Flaubert, fratele mai vârstnic cu nouă ani al lui Gustave, l-a urmat în carieră pe tatăl său, dar nu s-a ridicat la înălțimea acestuia. Relațiile dintre cei doi frați au fost destul de reci. Caroline Flaubert, sora mult îndrăgită de Gustave, mai tânără decât el cu trei ani, s-a măritat în 1845 cu Émile Homard; moartea ei, survenită la nașterea unei fetițe, care va fi crescută de Gustave și de doamna Flaubert, a fost una dintre cele mai adânci dureri încercate de scriitor.
Atmosfera sumbră a spitalului unde își petrece copilăria, neliniștile tatălui hărțuit de responsabilitate și doborât de trudă, disecțiile la care asistă mai mult în secret, toate acestea își vor spune cuvântul în cristalizarea unui caracter înclinat spre pesimism și melancolie, dar vor imprima duritate, migală și exactitate viitoarei munci scriitoricești.
În luna februarie 1832 Gustave intră ca extern la liceul din Rouen, căruia îi păstrează o tristă amintire pentru o anume educație romantică, desuetă, care împingea mulți elevi la viciu și adesea la sinucidere. Supraîncărcarea volumului de materii predate, învățarea mecanică îl dezgustă pe adolescent, care reface trăirile de atunci în pateticile pagini ale "Memoriilor unui nebun": "Mă mai văd așezat, pe băncile clasei, absorbit în visele mele de viitor[...] în timp ce pedagogul râdea de versurile mele latinești, iar colegii mă priveau batjocoritor". Citește cu pasiune pe Byron, Goethe, Shakespeare, Cervantes. În 1836 scrie primele povestiri: "Un parfum de mirosit", "Ciumă la Florența", "Turbare și neputință", istorii de certă influență byroniană, de factură pesimistă.

### Anii maturității
Flaubert o cunoaște la Trouville pe Elisa Schelesinger, soția (nelegitimă mult timp) a unui afacerist, în vârstă de 26 de ani, femeie de o cinste și de o puritate ireproșabilă, care rămâne toată viața marea pasiune a scriitorului; episodul întâlnirii este povestit amănunțit în "Memoriile unui nebun", unde tânăra doamnă se numește Marie; ea va deveni modelul lui Marie în "Educația sentimentală".
"Memoriile unui nebun", roman terminat în 1838, este un jurnal al crizei sentimentale pe care o traversează un adolescent exaltat; este vizibilă influența "Confesiunilor" lui J. J. Rousseau, a "Confesiunii unui copil al secolului" a lui A. de Musset (apărută chiar în același an), iar ecourile ei se vor răsfrânge tardiv în "Confesiunea lui Claude", primul roman a lui Émile Zola.
În 1837 scrie povestiri fantastice ("Vis de infern", "Quidquid volueris"), romanul "Pasiune și virtute", în care se schițează portretul doamnei Bovary, iar în 30 martie, apare în revista "Colibri" povestirea "O lecție de istorie naturală", care aduce un ton nou, satiric, antiburghez, caracteristic întregii creații realiste flaubertiene.

## Opera
- 1857: Doamna Bovary ("Madame Bovary"), operă capitală pentru literatura secolului al XIX-lea;
- 1862: Salammbô, roman ce evocă un episod din istoria Cartaginei;
- 1870: Educația sentimentală ("L'Éducation sentimentale"), roman ce dezbate tema iluziilor pierdute în viață;
- 1874: Ispitirea Sfântului Anton ("La Tentation de Saint Antoine"), caracterizat printr-un realism halucinatoriu;
- 1881: Bouvard și Pécuchet ("Bouvard et Pécuchet"), roman neterminat, apărut postum, satiră la adresa stupidității umane.